# Lucien Lazaridès
Pour les articles homonymes, voir Lazaridès.
Lucien Lazaridès est un coureur cycliste professionnel français, né le 30 décembre 1922 à Athènes en Grèce et mort le 19 juillet 2005 à Cannes.

## Biographie
Professionnel de 1947 à 1956, il remporte neuf victoires. Il réalise la meilleure performance de sa carrière en 1951, avec une troisième place sur le Tour de France, derrière Hugo Koblet et son coéquipier d'équipe de France Raphaël Géminiani. 
Son frère Apo Lazaridès est également coureur professionnel de 1946 à 1955.

## Palmarès
- 1942
  - 3e du Circuit du Théâtre Romain
- 1946
  - 3e de Nice-Puget-Théniers-Nice
- 1947
  - Course de côte de La Turbie
- 1948
  - Course de côte de La Turbie
  - Grand Prix de Châtel-Guyon
  - 3e de Firminy-Roanne-Firminy
- 1949
  - Critérium du Dauphiné libéré :
    - Classement général
    - 3e étape

  - Nice-Mont Agel
  - Circuit des six provinces
  - 3e d'À travers Lausanne
- 1951
  - 4e étape du Critérium du Dauphiné libéré
  - 2e du Tour du Sud-Est
  - 3e du Critérium du Dauphiné libéré
  - 3e du Tour de France
- 1953
  - 2e du Grand Prix de Châtel-Guyon
- 1954
  - 17e étape du Tour de France
- 1955
  - 10e étape du Tour de France
  - 9e de Paris-Nice

## Résultats sur les grands tours

### Tour de France
6 participations 
- 1949 : 32e
- 1951 : 3e
- 1952 : 43e
- 1953 : 21e
- 1954 : 24e, vainqueur de la 17e étape
- 1955 : 58e, vainqueur de la 10e étape

### Tour d'Italie
2 participations
- 1950 : abandon
- 1955 : 45e